# Sparta II
Sparta II: Las conquistas de Alejandro Magno es un juego de estrategia en tiempo real en donde el jugador toma el mando del conquistador Alejandro Magno en su conquista en Asia Menor, Egipto, Persia y la India.

## Campaña
Comienzas en Macedonia donde el Primo de Alejandro, Amintas, intenta usurpar el poder Macedonio, luego conquistas los territorios Persas, Egipcios y Indios. A medida que avanzas la campaña el jugador puede escoger previamente una guardia de soldados equipados según su civilización (Guardia griega, Guardia Persa, Guardia Egipcia, etc.)

## Un Jugador
Además de la campaña, existe la escaramuza o un jugador, donde se elige una de 5 civilizaciones como los Espartanos, los del Imperio aqueménida o Persa, Egipcio antiguo, Imperio Macedonio y la India y el ordenador es el rival eligiendo de las 5 civilizaciones, se elige la dificultad de fácil a difícil.

## Héroes
Son unidades únicas de cada civilización que pueden ser entrenadas en el Centro Urbano, Cuestan 2.000 de oro.
A continuación se encuentran categorizados por lugar de origen.

### Esparta
- Leónidas y Pausanias

### Persia
- Jerjes y Mardonio

### Egipto
- Ahmed e Inaro

### Macedonia
- Alejandro Magno y su general

## Multijugador
Existe también el modo multijugador donde te conectas a Dirección IP y juegas con otros jugadores del mundo en línea.

## Recursos

### Oro
Se encuentra en las minas de oro y tiene oro limitado (Aparece representada la mina en cuanto porcentaje le queda)
Mineral. Igual que el oro ( en cuanto a extracción de recursos)
El transporte del Mineral y del Oro se efectúa en un camello denominado Caravana que puede ser asesinado por el enemigo. Al morir esta se puede recoger con un esclavo los recursos que ha dejado el difunto animal y así ser llevados al centro de la ciudad.
- Datos: Q111229012